# 다이클로로벤젠
다이클로로벤젠(영어: dichlorobenzene) 또는 디클로로벤젠 (화학식 : C6H4Cl2)에는 3가지 이성질체가 있다.
- 1,2-다이클로로벤젠(오쏘디클로로벤젠)
- 1,3-다이클로로벤젠(메타디클로로벤젠)
- 1,4-다이클로로벤젠(파라디클로로벤젠)

1,2-다이클로로벤젠
1,3-다이클로로벤젠
1,4-다이클로로벤젠

| Disambiguation icon | 이 문서는 명칭이 같은 여러 화합물을 연결하는 색인 문서입니다. |